# Dariusz Hernández Morató
Dariusz Hernández Morató SJ, (hiszp.) Darío Hernández Morató (ur. 25 października 1880 w Buñol, zm. 29 września 1936 w Picadero de Paterna) – błogosławiony Kościoła katolickiego, męczennik okresu wojny domowej w Hiszpanii, ofiara prześladowań antykatolickich, prezbiter, ojciec z zakonu jezuitów.

## Życiorys
Do nowicjatu Towarzystwa Jezusowego wstąpił 28 września 1896 roku a po otrzymaniu sakramentu święceń i ślubów zakonnych (1915) wykładał literaturę. Działał w kolegiach jezuickich na terenach Verueli, Barcelony, Walencji (gdzie pełnił funkcję rektora) i Palma de Mallorca. W swoim apostolacie powołanie realizował jako spowiednik.
Po wprowadzeniu w 1932 roku przez rząd republikański dekretu o likwidacji zakonu jezuitów w Hiszpanii, na terenach opanowanych przez republikanów pozostało 660 zakonników. Spośród stu szesnastu jezuitów zamordowanych w latach 1936–1937 Dariusz Hernández Morató jest jednym z jedenastu beatyfikowanych męczenników, którzy mimo narastającego terroru nie opuścił ojczyzny. W Walencji pomagał zagrożonym współbraciom. 29 września 1936 roku został aresztowany przez republikanów, a następnie rozstrzelany w Picadero de Paterna.
Uznany został przez Kościół rzymskokatolicki za ofiarę nienawiści do wiary (łac. odium fidei).
Badanie okoliczności śmierci i materiały zaczęto zbierać w 1950. Proces informacyjny rozpoczął się 8 lipca 1952 w Walencji i trwał do 1956. Beatyfikowany w grupie wyniesionych na ołtarze męczenników z zakonu jezuitów, prowincji Aragonia, zamordowanych podczas prześladowań religijnych 1936–1939, razem z Józefem Aparicio Sanzem i 232 towarzyszami, pierwszymi wyniesionymi na ołtarze Kościoła katolickiego w trzecim tysiącleciu przez papieża Jana Pawła II. Uroczystość beatyfikacji miała miejsce na placu Świętego Piotra w Watykanie w dniu 11 marca 2001 roku.
Miejscem kultu Dariusza Hernándeza Morató jest archidiecezja walencka. Relikwie spoczywają w Residencia Sagrado Corazón.
Wspomnienie liturgiczne obchodzone jest przez katolików w dzienną rocznicę śmierci (29 września) oraz w grupie Józefa Aparicio Sanza i 232 towarzyszy (22 września).